# Soc

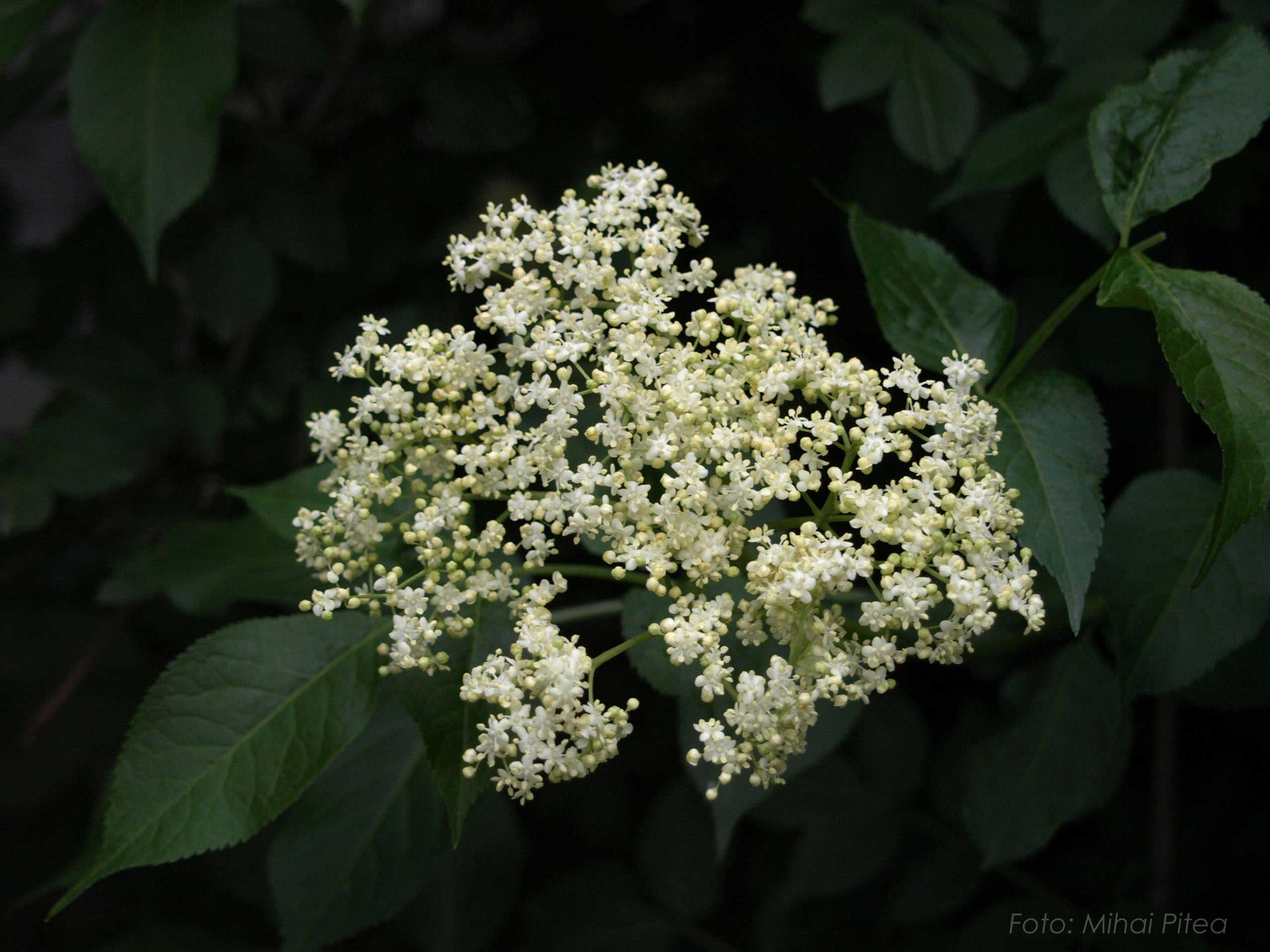
Inflorescență de soc

Socul (Sambucus L.) este un gen de plante din grupa arbuștilor, cu 20-30 de specii. Genul face parte din familia Adoxaceae. Cea mai cunoscută specie este socul negru (Sambucus nigra).

## Descriere
Acest arbust, cu ramurile adesea curbate, are o înălțime de la 1 la 10 metri. Scoarța acestuia are culoarea verde-gri și este fisurată. Frunzele, și cu precădere cele dintâi, apărute primăvara, reprezintă o atracție pentru numeroase insecte, și dintre acestea mai ales pentru fluturii de noapte.
Florile hermafrodite, ce apar la începutul verii, sunt parfumate, pe când frunzele au un miros neplăcut atunci când sunt frecate în mâini. Florile au câte cinci stamine și cinci petale de culoare albă.
Fructele se prezintă sub forma unor bobițe negru-violacee de 6–8 mm, dispuse în ciorchine. Fructele necoapte au un anumit grad de toxicitate, intoxicațiile manifestându-se prin vomă și diaree. 
Socul se multiplică prin semințe.

## Cultivare și folosuri

### Flori
Florile plantei de soc sunt folosite pentru prepararea socatei, cunoscută și sub numele de suc de soc. Acestea sunt lăsate să fermenteze într-un vas cu apă și felii de lămâie.